# Kostel svaté Markéty (Královice)
Filiální kostel svaté Markéty v pražské městské části Královice stojí osamoceně na návrší nad obcí. Nachází se v areálu někdejšího přemyslovského hradiště Šance. Je chráněn jako kulturní památka.

## Pověst
Podle pověsti tam, kde se dnes nachází kostel, stával hrádek, kde se českému králi Václavu II. a jeho manželce Jitce narodila dcera Markéta. Z vděčnosti její patronce sv. Markétě Antiochijské dal král hrádek přebudovat na kostel.

## Historie
První zmínka o kostele pochází z roku 1364. Tehdy Královice (původně náležející českému králi) patřily vyšehradské kapitule.
Od poloviny 14. stol. vedle kostela stávala fara. Počátkem 15. stol. již kostel zřejmě začínal chátrat, protože v této době byl povolán k opravám pražský zedník Václav Uzydil. Po husitských válkách zde působili utrakvisté.
Kostel zdobí masivní čtyřboká renesanční věž, zakončená cimbuřím. V roce 1739 byl kostel barokně přestavěn. Úpravou byl pověřen českobrodský stavitel Tomáš V. Budil. Věž byla při úpravě pravděpodobně snížena o jedno patro a vrchol ozdobně upraven. Na přestavbu přispěla 1000 zlatými Marie Terezie Savojská. V roce 1865 byl kostel znovu rekonstruován, získal novou střechu, opravou prošla věž i kostelní lavice.
Autorem obrazu sv. Markéty, který od roku 1861 zdobí hlavní oltář, je Jakub Husník. V kostele jsou jednomanuálové 3-rejstříkové varhany od Jindřicha Schiffnera ze začátku 20. století. Ve věži jsou dva staré zvony, jeden z nich v době druhé světové války za dramatických okolností unikl rekvizici.
Naposled byl exteriér kostela opraven v letech 2002–2003. V roce 2008 získal nové vnitřní omítky a výmalbu. Interiér kostela ovšem silně utrpěl několika vloupáními, při nichž bylo odcizeno mnoho drobných plastik.

## Hřbitov
Hřbitov byl při rozšíření kostela roku 1740 obehnán zdmi z lomového kamene a byla na něm postavena barokní márnice. Pohřbívalo se sem kromě Královic také z Hájku u Uhříněvsi, ze Stupic a také z Úval. Jsou zde 3 kaplové hrobky: secesní hrobky rodiny Jedličkovy a Rathouzských a novorenesanční hrobka rodiny Krejčíkovy. Nejstarší dochovaný hrob je z 16. července 1877.

## Bohoslužby
V kostele je sloužena každou sobotu mše svatá s nedělní platností – v 18 hod. v letním období, v zimním v 16 hod.

## Fotogalerie

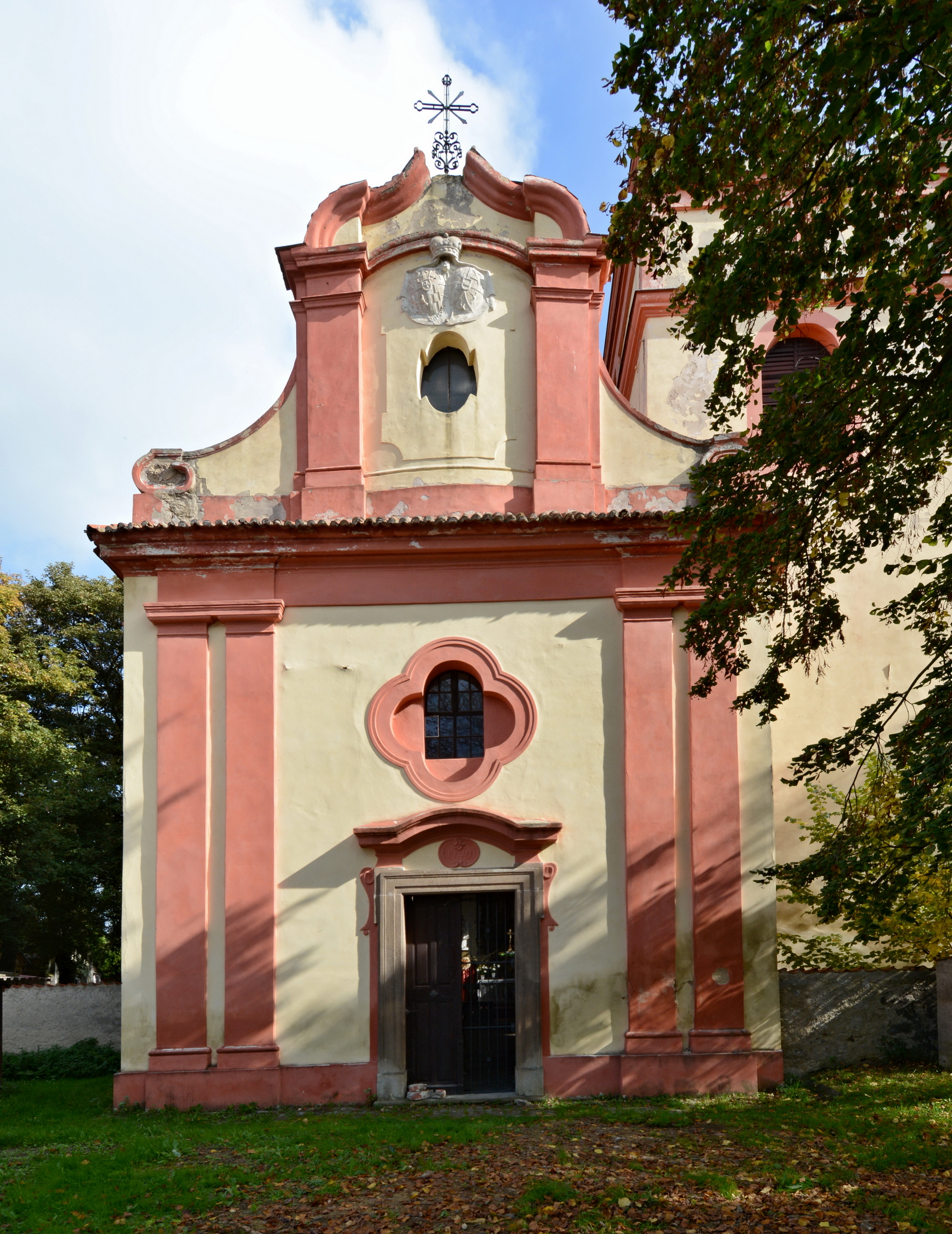
Západní průčelí kostela
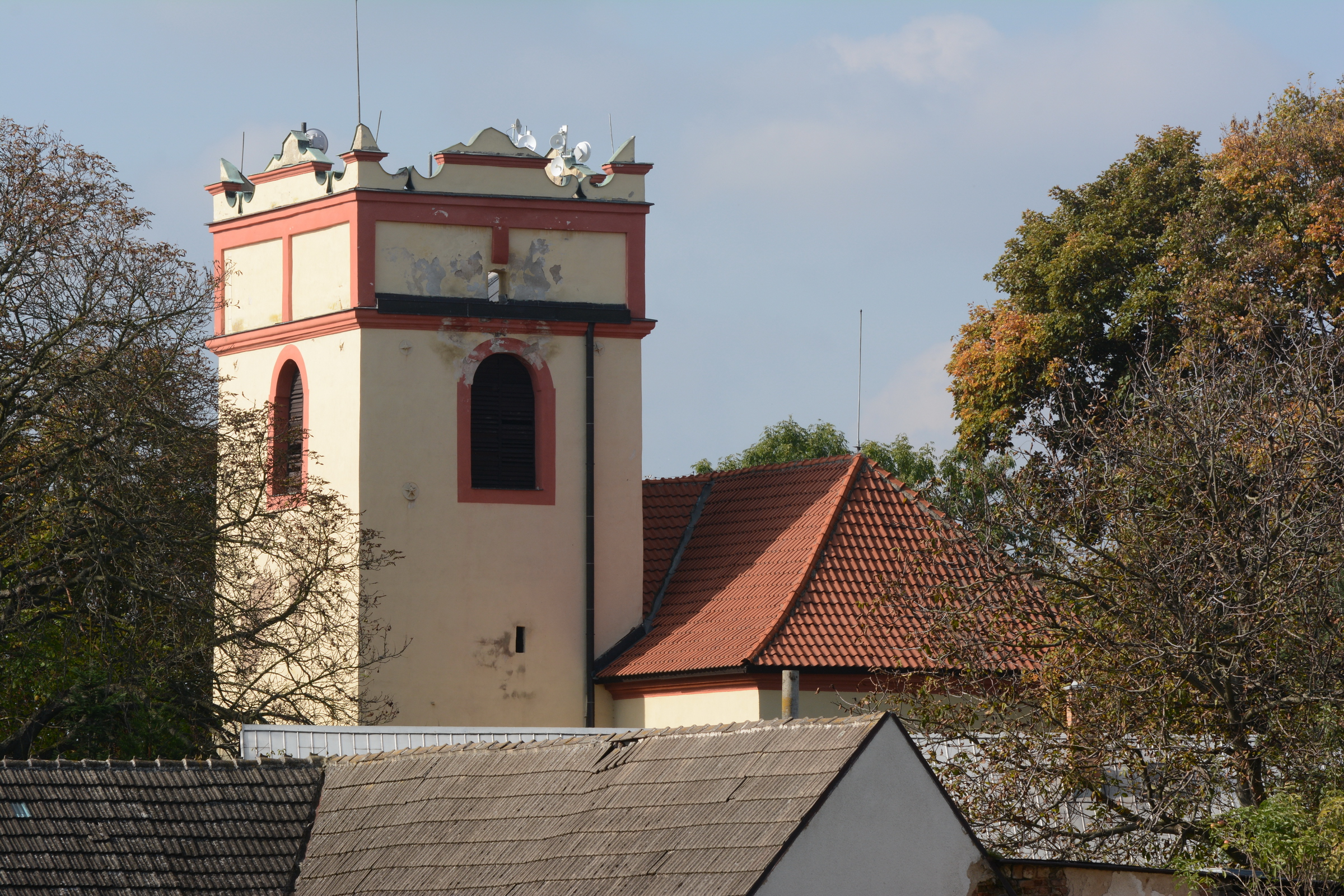
Detail věže
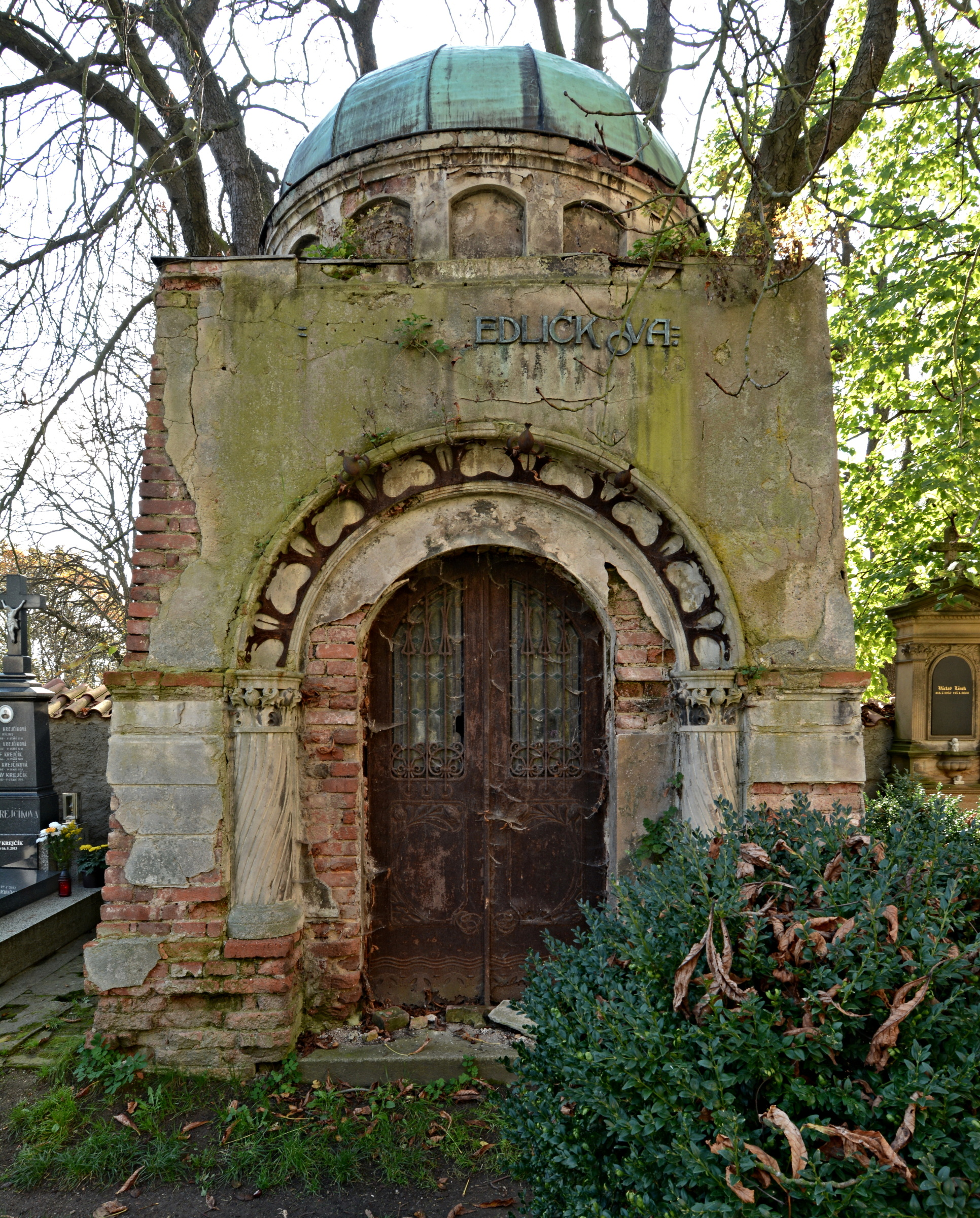
Secesní hrobka rodiny Jedličkovy
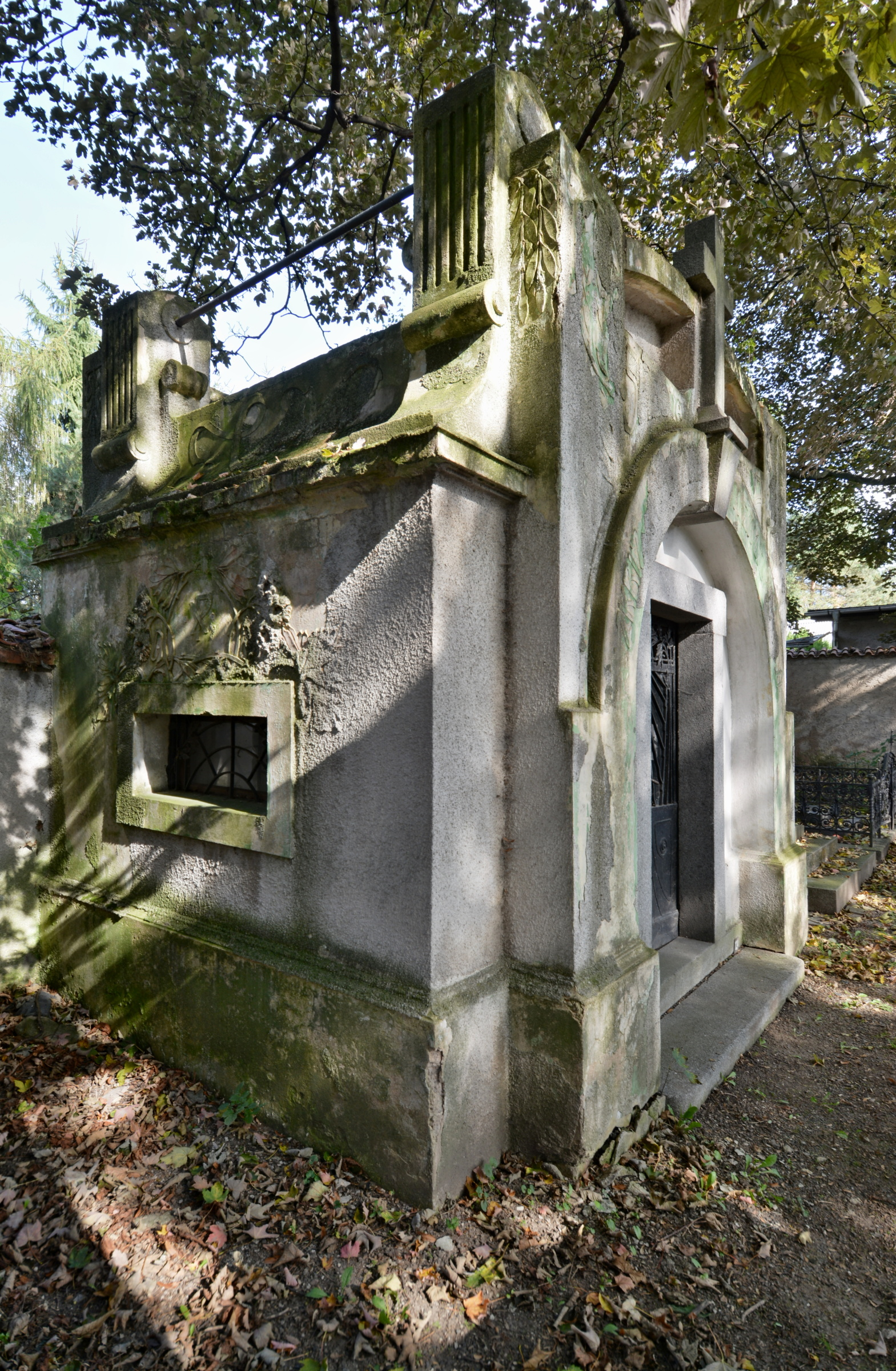
Secesní hrobka rodiny Srbovy
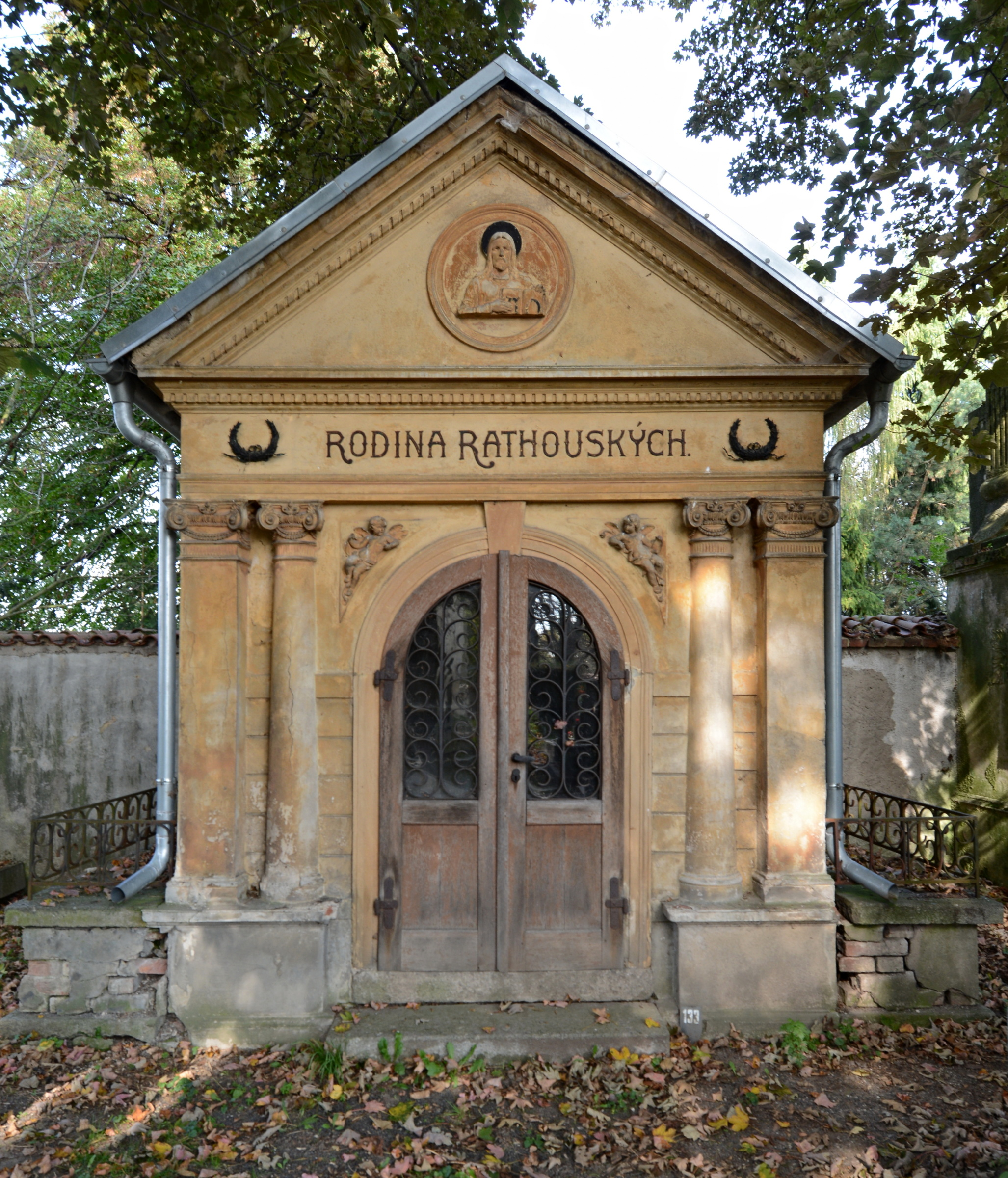
Hrobka rodiny Rathouských
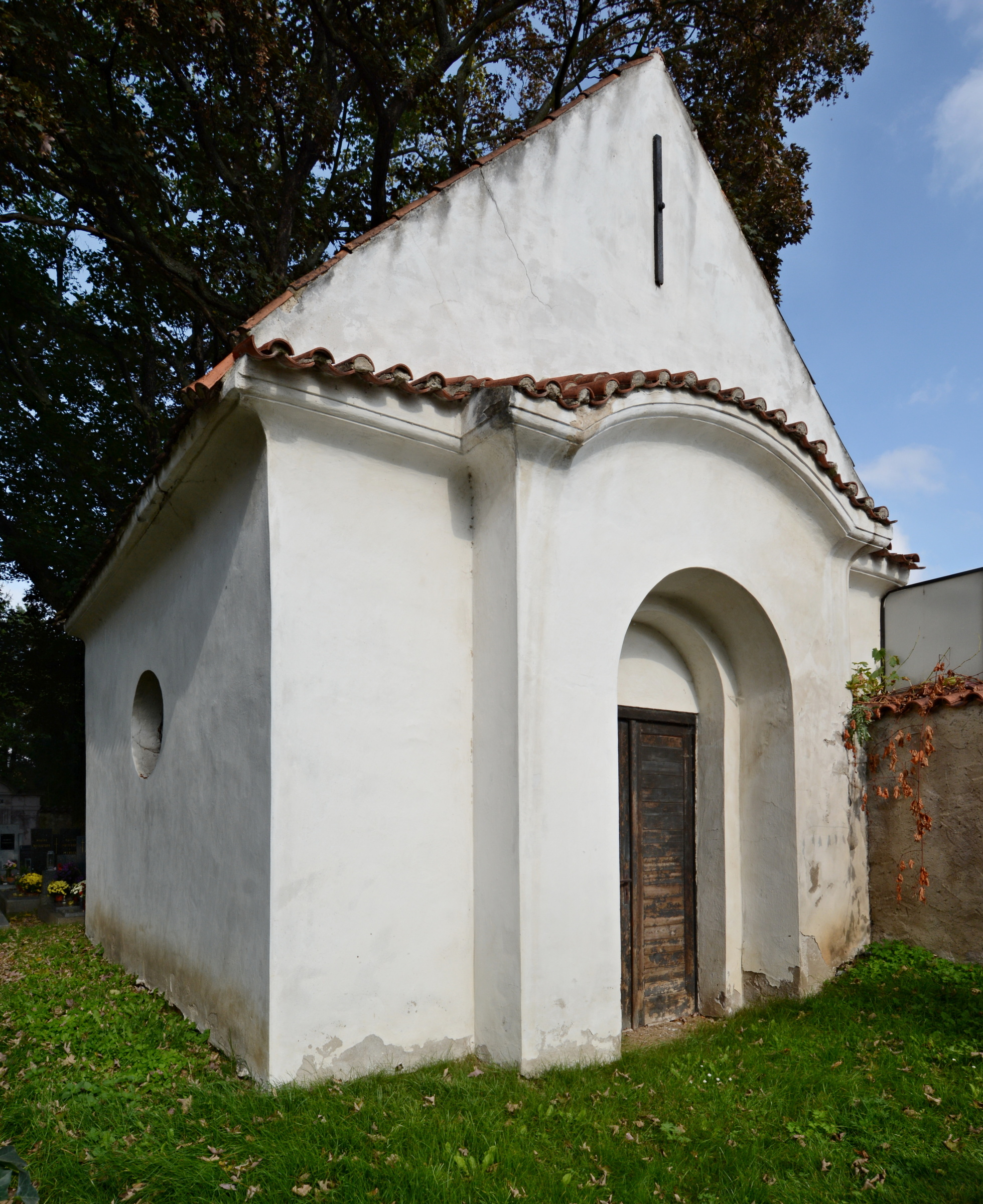
Márnice